# 博里镇
博里镇，是中华人民共和国江苏省淮安市淮安区下辖的一个乡镇级行政单位。2018年7月撤销博里镇、仇桥镇，设立新的博里镇。以原博里镇、仇桥镇所辖区域为博里镇行政区域，博里镇人民政府驻王庄居委会境内，办公地址为人民路1号。

## 行政区划
博里镇下辖以下地区：
王庄社区、新博社区、马桥村、史荡村、前荡村、扁担城村、博里村、孙庄村、滨南村、三元村、陶舍村、新民村、南头村、西岗村、王安村和陶桥村。